# Open-Files
Open-Files était un site Web d'actualité numérique et d'information sur le peer to peer (P2P).
Il comprenait aussi un des forums les plus complets sur tous les logiciels de P2P.
La communauté d'Open-Files se distinguait par sa diversité. Des sujets variés sur les meilleurs logiciels gratuits ou encore la Culture sont abordés dans un esprit de liberté et d'ouverture d'esprit peu fréquents.
La sécurité sur internet est également un des points forts d'Open-Files. Les mesures que doivent prendre les internautes y sont détaillées sans complaisance. Les sujets sur les rootkits et les contre mesure possibles sont actuellement les plus complets en langue française.
Depuis le 01/08/08; le site open-files a fermé ses portes.